# Огіг
Огіг (Ὤγυγος) - перший міфологічний правитель у Стародавній Греції, в Беотії , а також існує версія, що він був першим королем Аттики . 

## Етимологія
Хоча первісна етимологія і зміст невизначені,  назва Огіг може бути пов'язана з грецьким Океаном (Ὠκεανός),  Титаном, який представляв великий світовий океан.  Слово Ogygios в перекладі з грецької означає  "первісний" або "з найдавніших віків", а також "гігантський". 

## Стародавні  джерела
Огіг відомий також як цар Ектенів, які, за словами Павсанія, були першими мешканцями Беотії, де згодом було засноване місто Фіви .  Він став першим правителем цього міста, яке після його правління почало називатися Огігія. Згодом поети назвали фіванців Огігідами.  Павсаній, описавши свої подорожі по Беотії у ІІ столітті нашої ери, сказав: "Першими, хто захопив землю Фів, були Ектени, царем яких був Огіг, абориген. Від його імені походить слово "Огігіан", яке є терміном до слова  "Фіви", яким користується більшість поетів ». 
У іншій версії історії, традиції Беотії поєднується з традиціями іншої частини Греції: Огіг був королем Ектенів, які були першими людьми, що захопили Беотію, а пізніше він і його люди оселили територію, відому як Афон. Згодом ця земля була названа Огігією на його честь, яка пізніше була перейменована на Афон. 
Огіг є одним із аборигенів Беотії, тож існують розповіді, які вважають його сином Посейдона, Беота або навіть Кадмуса. Теофіл у ІІ столітті ( Apologia ad Autolycum ) вважає, що він був одним із титанів . 
Він був чоловіком Фіви, на честь якої було названо місто в Греції. Його дітьми вважають двох синів: Елевсін (на честь якого було назване місто в Греції) і Кадмус; і трьох доньок: Ауліс, Алкоменія і Тельвінія.      
В певних переказах Огіга описували як гіганта, який допомагав Ною в будівництві Ковчега.

## Потоп Огіга

Карта стародавньої Беотії. Територія навколо озера Копаїда.

Перша світова повінь у грецькій міфології -  потоп Огіга, що стався під час його правління і має таку назву, хоча деякі джерела вважають це місцевим потопом, наприклад, розлив озера Копаїда, яке колись знаходилось в центрі Беотії.  Інші джерела розглядають це як повінь, пов'язану з Аттикою.  Ця версія була прийнята Африканом, який вважає, що великий і перший потоп стався в Аттиці. 
Коли цей потоп було визнано глобальним, була помічена схожість з потопом Ноя в Біблії . На ці події були призначені різні дати, включаючи 9500 р. до н.е. ( Платон ),  2136 р. до н.е. ( Варро ) та 1793 р. До н.е. (Африкан). 
Хоч і багато людей під час потопу загинуло, Огігу вдалося врятувався. Згодом після його смерті, спустошена Аттика була без царів протягом 189 років до часу Кекропса.  Африкан каже: "Але після Огіга, через велике руйнування, спричинене потопом, те, що зараз називається Аттика, залишилося без царя сто вісімдесят дев'ять років до часу Кекропса".  
Потоп Девкаліона є грецькою версією старої легенди. Девкаліон та Пірра були єдиними хто лишився живий після великого потопу. Їх син Геллен, який став правителем Ффії на півдні Фессалії, був пророком еллінів.  